# Amélia Zemma
Amélia Zemma, née le 17 décembre 2005 à Lyon, est une footballeuse internationale algérienne évoluant au poste d'arrière latérale à l'Olympique lyonnais,.

## Biographie

### Carrière en club
Elle remporte le championnat de France des moins de 19 ans en 2022 avec l'Olympique lyonnais.

### Carrière en sélection
En mars 2023 elle est sélectionnée en équipe d'Algérie des moins de 20 ans pour participer au tournoi UNAF. Durant ledit tournoi organisé en Tunisie, elle termine meilleure buteuse de la compétition avec 3 buts,.
Elle est de nouveau sélectionnée en octobre 2023 pour prendre part à la double confrontation face au Mali dans le cadre du 2e tour des qualifications à la Coupe du monde féminine des moins de 20 ans,.
En février 2024, elle est convoquée pour la première fois en équipe d'Algérie A pour prendre part à une double confrontation amicale face au Burkina Faso. Elle entre en jeu lors lors du premier match en remplacement de Lina Boussaha dans une rencontre qui se termine par une victoire algérienne (2-0),,.